# Fernande Peyrot
Pour les articles homonymes, voir Peyrot.
Fernande Peyrot, née le 21 novembre 1888 à Genève et morte le 10 mars 1978 dans la même ville, est une compositrice et professeur de musique suisse.

## Biographie
Fernande Peyrot est l'élève d'Ernest Bloch et d'Émile Jaques-Dalcroze au Conservatoire de musique de Genève. Elle obtient en 1916 le diplôme supérieur de la rythmique, méthode d'éducation musicale élaborée par Jacques-Dalcroze, et intègre l'Institut Jaques-Dalcroze,.
En 1919, elle s'installe à Paris où elle poursuit des études approfondies en composition musicale à l'École normale de musique de Paris auprès de André Gédalge et Paul Dukas. En 1920, elle revient dans sa ville natale et reprend l'enseignement à l'Institut Jacques-Dalcroze, tout en se consacrant à la composition musicale. Elle est aussi présente au Conservatoire de musique de Genève où elle enseigne l'harmonie,.
Elle reçoit la commande d'une œuvre pour l'inauguration de l'exposition SAFFA en 1958 à Zurich. Le morceau Intrada est interprété à Wasserkirche par l'orchestre entièrement composé de musiciennes en la présence des membres du Conseil fédéral,Certaines de ses pièces sont enregistrées par la Radio suisse romande.

## Œuvre
- Suite pour cordes
- 2e suite pour orchestre de chambre
- Intrada pour la SAFFA orchestre à cordes + 2 flûtes
- Nocturne pour orchestre d'enfants
- Ballade pour orchestre d'enfants
- Esquisse symphonique pour petit ou grand orchestre
- Préludes pour guitare
- Thème et variations pour guitare
- De toutes les couleurs. 12 mélodies à chanter et jouer. 12 morceaux courts pour jeunes pianistes
- El alph: 20th and 21st century guitar music
- Trio pour flûte, violon et piano
- Trois Miniatures : pièces très faciles pour piano (Drei Miniaturen: sehr leichte Stücke für Klavier)
- Sonate pour violon et piano